# Bandog
Bandog oder auch Bandogge bezeichnet einen speziellen Hundetyp, eingesetzt für Schutz- und Wachzwecke sowie zur Jagd auf große Tiere (zum Beispiel zur Wildschweinjagd). Hierfür werden häufig massige, muskulöse Hunderassen (Molosser) mit agilen, furchtlosen Hunderassen (American Pit Bull Terrier, American Bulldog) gekreuzt. Im Laufe der Zeit entstanden aus Bandogs auch eigene, anerkannte Hunderassen, wie der Bullmastiff.

## Begriffliche Abgrenzung
Bandog wird häufig mit dem Begriff Kettenhund übersetzt, wobei dies im englischen Sprachgebrauch eine differenzierte Bedeutung hat. Bandogs werden häufig an der Kette gehalten, nicht jeder Kettenhund ist ein Bandog. Der Begriff Kettenhund beschreibt hingegen jeden Hund, der über einen längeren Zeitraum an einer Kette gehalten wird. In der englischen Sprache wird hierfür zum Beispiel chained dog verwendet.  

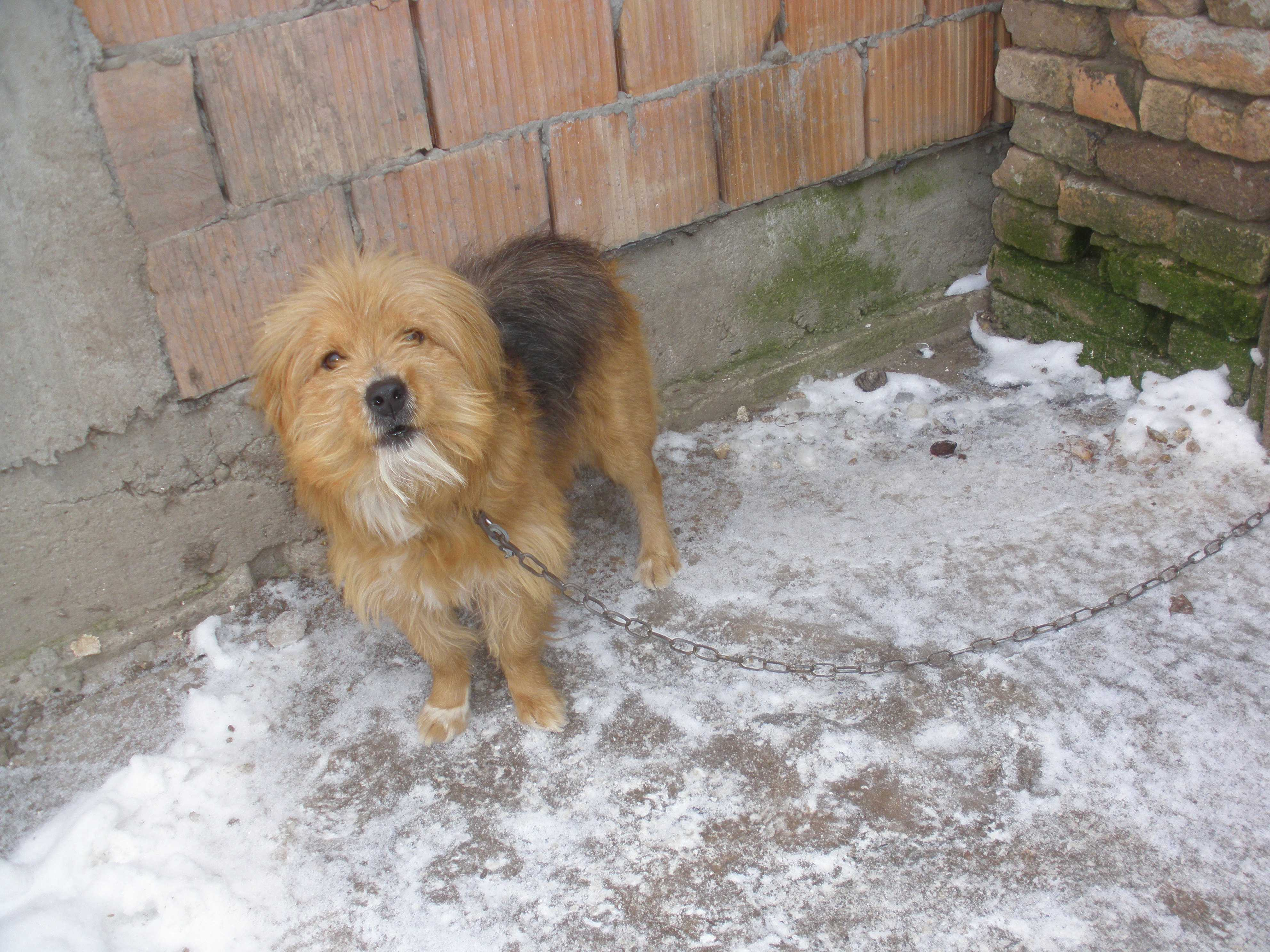
Ein Kettenhund
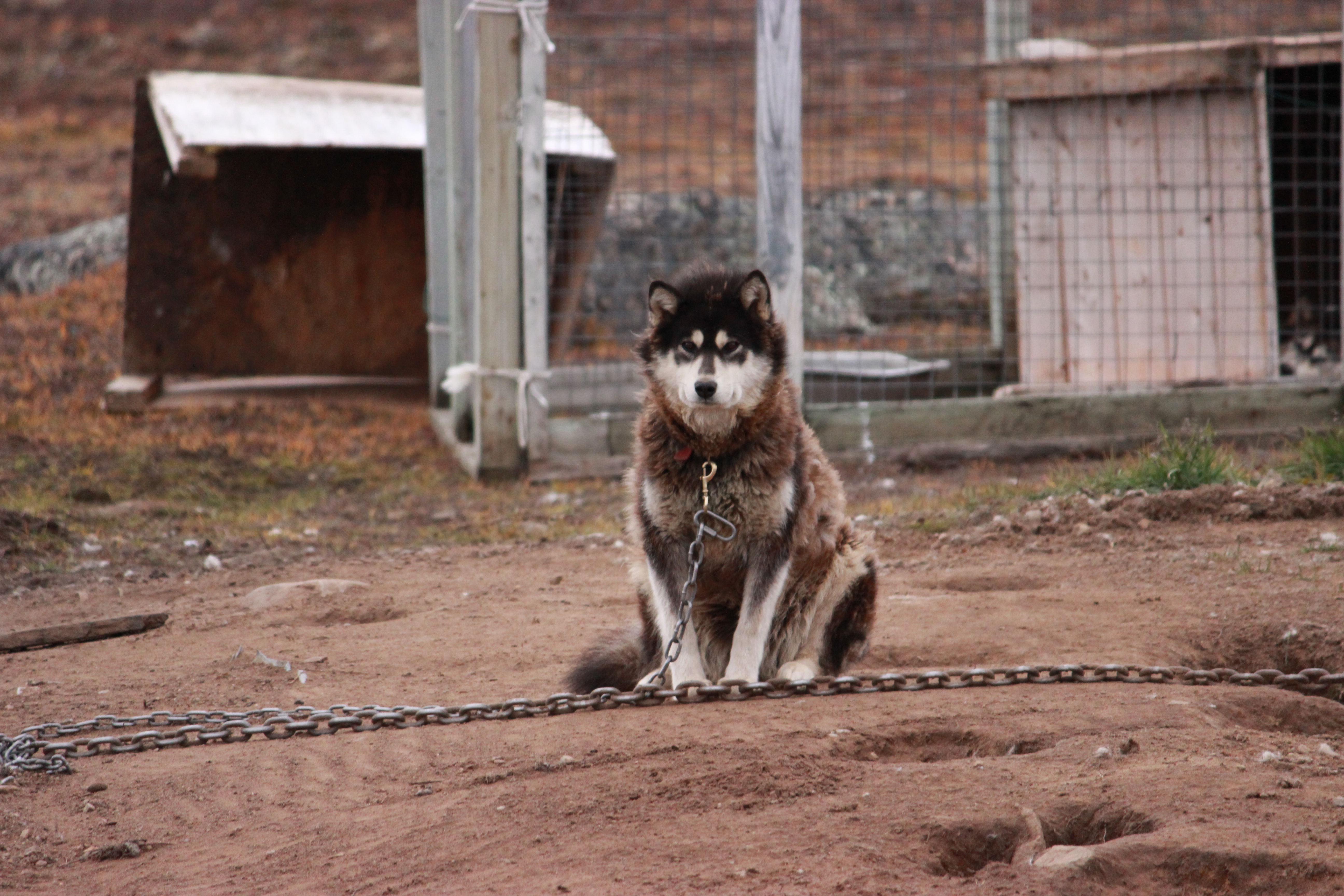
Ein Schlittenhund in Kettenhaltung
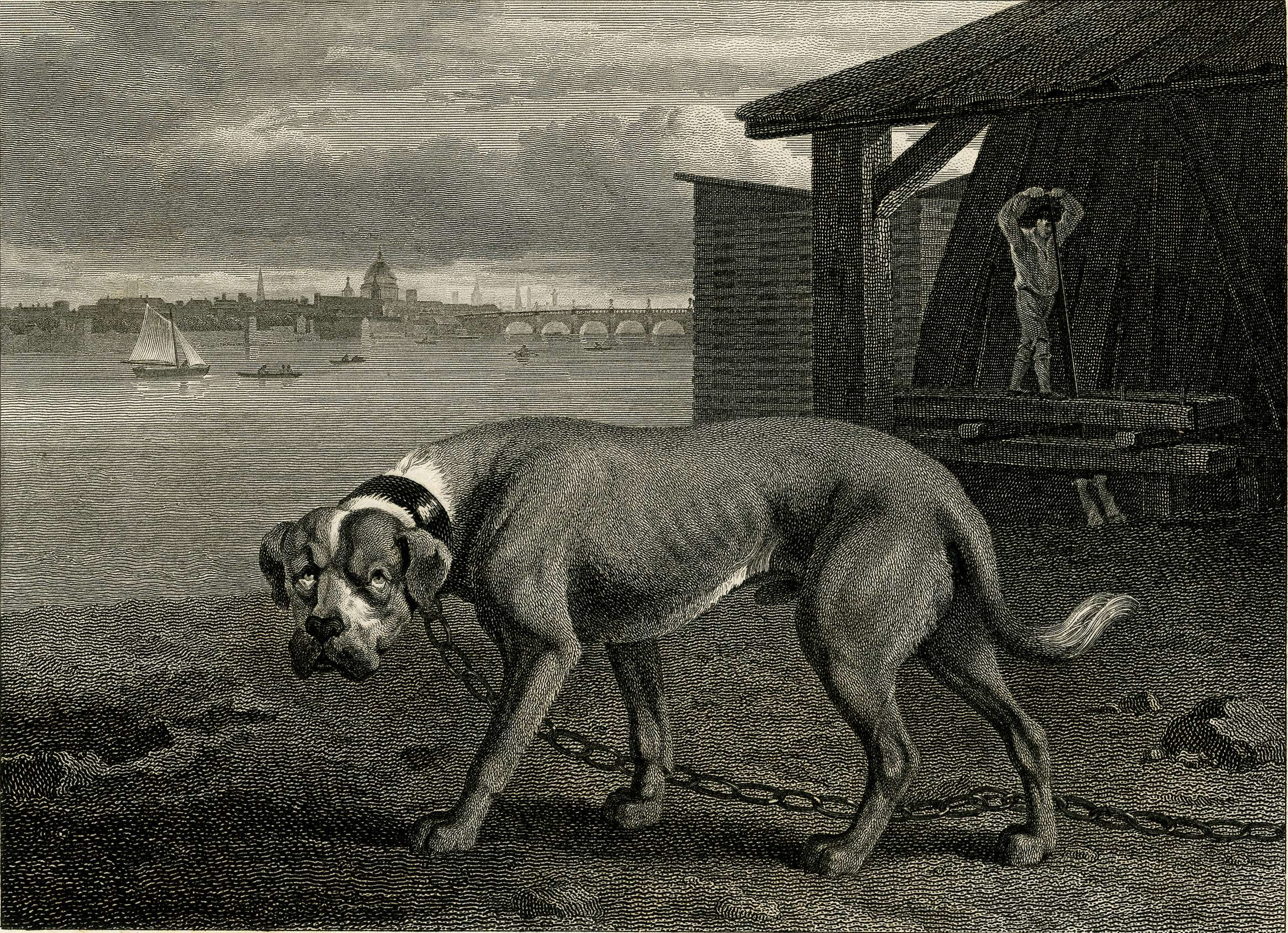
Die Illustration aus 1804 zeigt einen Bandog (Mastiff), der einen Handwerksbetrieb bewacht

## Geschichte
Der Begriff findet sich bereits in Literatur von 1576:
„His kinde of Dogge called a mastyue or Bandogge is vaste, huge, stubborne, ougly, and eager, of a heuy and burthenous body, and therefore but of litle swiftnesse, terrible, and frightfull to beholde, and more fearce and fell then any Arcadian curre (notwithstading they are sayd to haue their generation of the violent Lion.) They are called Villatici, because they are appoynted to watche and keepe farme places and coūtry cotages sequestred from commō recourse, and not abutting vpon other houses by reason of distaunce, when there is any feare conceaued of theefes, robbers, spoylers, and night wanderers.“
 Übersetzt: Seine Doggenart, die Mastyue oder Bandogge genannt wird, ist groß, riesig, stämmig, grob und ungeduldig, von hohem und schwerem Körper und daher nur von geringer Schnelligkeit, schrecklich und furchterregend anzuschauen, und furchterregender und stürzender als jeder arkadische Hund (abgesehen davon, dass man sagt, dass sie von einem gewalttätigen Löwen abstammen.) Sie werden Villatici genannt, weil sie dazu berufen sind, weit entfernte Orte und Hütten zu bewachen und zu schützen, die von der Öffentlichkeit abgeschirmt sind und nicht an andere Häuser angrenzen, wenn man Angst vor Dieben, Räubern, Spionen und Nachtwanderern hat.

## Einsatz als Wach- und Schutzhund
Molossoide Hunde und Kreuzungen aus diesen Hunden waren und sind als Wachhunde sehr begehrt, da sie bereits durch ihr Erscheinungsbild abschreckend wirken. Diese Hunde wurden tagsüber häufig angebunden oder im Zwinger gehalten und nachts auf Unternehmens- oder Privatgrundstücken frei laufen gelassen, damit sie ein Gelände oder Grundstück bewachen.
Besondere Bekanntheit erlangte der sogenannte Swinford Bandog. 1972 präsentierte John Swinford seine Version eines modernen Bandogs. Sein Ziel war es, den in historischen Quellen beschriebenen Typ von Bandog zu reproduzieren, er wollte einen Wach- und Schutzhund von guter Qualität züchten. Der Neapolitanische Mastiff und der American Pit Bull Terrier (aus Zuchtlinien mit Schwerpunkt auf Gameness) wurden neben anderen Rassen für seine Zucht verwendet. Der Bandog gewann seither an Popularität.

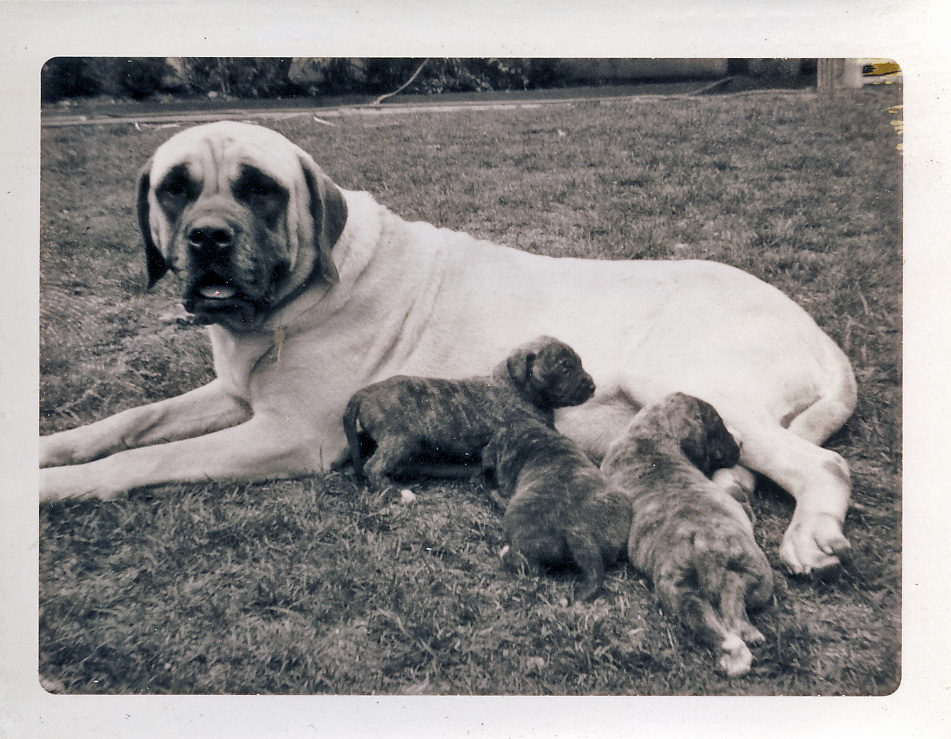
Bandog, Hündin mit Welpen
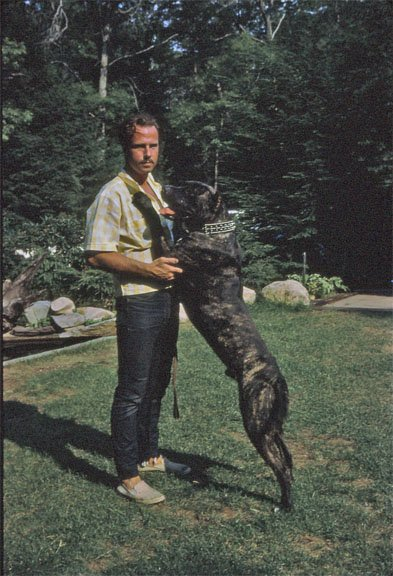
Swindford Bandog 1970

## Einsatz bei der Jagd auf große Tiere
Zur historischen Bedeutung und den Ablauf einer Wildschweinjagd, siehe Wildschweinjagd und Sauhund.

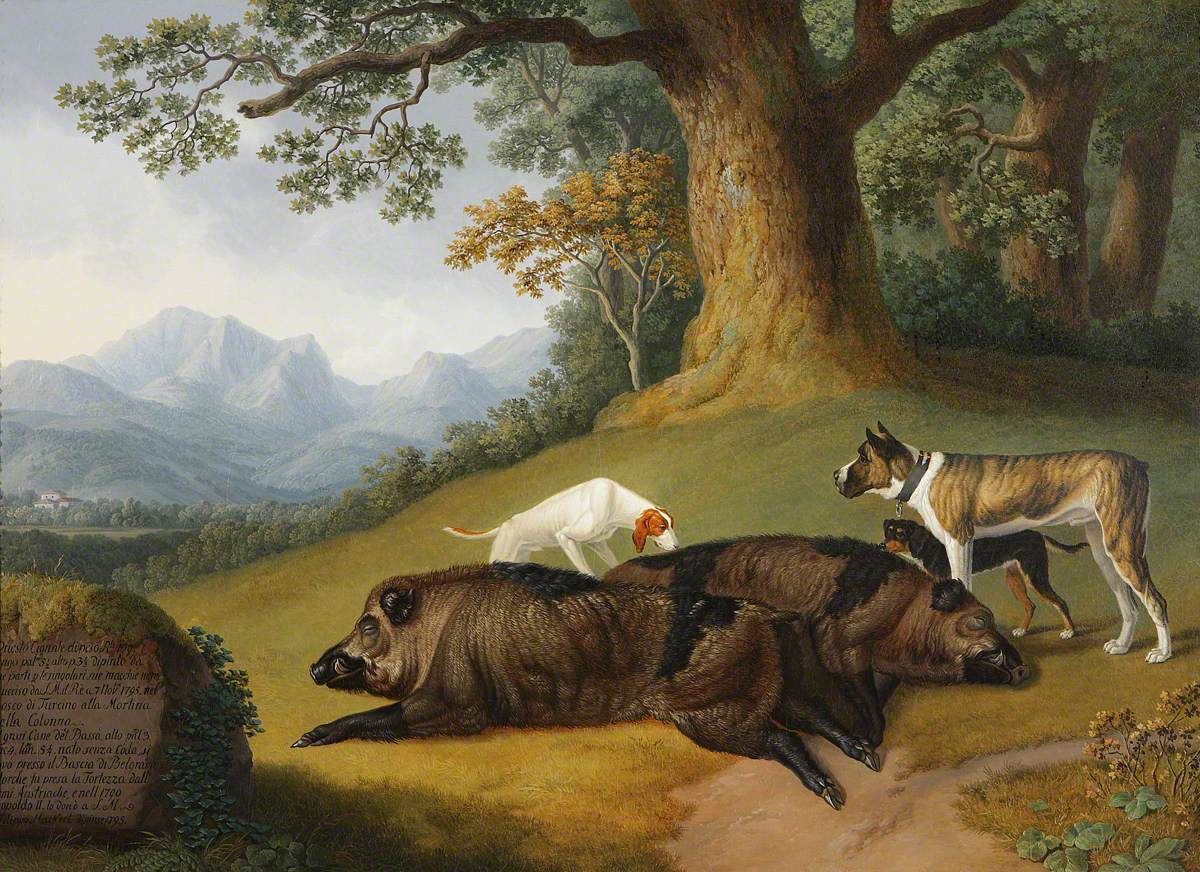
Gemälde einer Wildschweinjagd mit Stöber- und Packhunden.
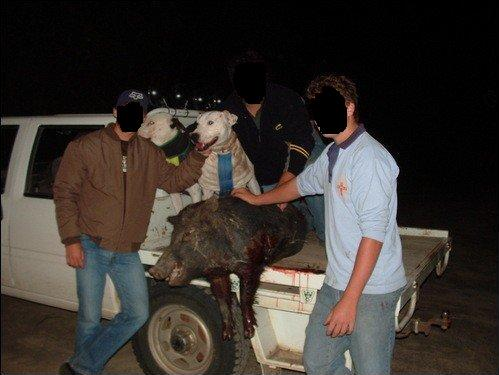
Zwei Hunde nach der Jagd (Australien)

## Rechtliches

### Kettenhaltung
In Deutschland ist die Hundehaltung als Anbindehaltung an Auflagen gebunden. In Österreich wurde die Kettenhaltung von Hunden 2005 verboten: „Die dauernde Anbindehaltung ist verboten. Hunde dürfen keinesfalls, auch nicht vorübergehend, an der Kette oder in sonst einem angebundenen Zustand gehalten werden.“

### Kupieren
Weltweit betrachtet ist das Kupieren der Ohren von Schutz-, Wach- und Kampfhunden in der Praxis weit verbreitet. Das Kupieren von Ohren ist nicht nur in Deutschland bereits seit 1987 verboten. Bei einer späteren Änderung des Tierschutzgesetzes wurde auch das Kupieren von Ruten verboten. (§6 Absatz 1 TierSCHG).

### Schutzhundeausbildung
Im österreichischen Bundesland Wien ist die Schutzhundeausbildung und anderweitiges Training, welches gegen Menschen gerichtetes Angriffsverhalten enthält, verboten: „Die Ausbildung von Hunden zu Schutzzwecken (Schutzhundeausbildung) sowie sonstige vergleichbare Ausbildungen von Hunden, die ein gegen den Menschen gerichtetes Angriffsverhalten beinhalten, sind verboten. Dieses Verbot gilt nicht für die Ausbildung von Diensthunden des Bundes.“ (Wiener Tierhaltegesetz § 8a)

### Hetzen auf andere Tiere
In Deutschland ist die Hetzjagd auf Wild nicht erlaubt (Bundesjagdgesetz § 19 Abs. 1 Nr. 13). „Nicht erlaubt ist demnach die Jagdausübung in der Form, dass das gejagte Tier von dem hetzenden Tier festgehalten wird, bevor es vom Jäger getötet wird.“ Das Hetzen eines Hundes auf andere Tiere ist per Tierschutzgesetz verboten (Tierschutzgesetz § 3 S. 1 Nr. 8).

### Rassenspezifische Gesetzgebung
Bekannt geworden ist der englische Begriff Bandog im deutschsprachigen Raum im Rahmen der Kampfhunddebatte. In einschlägigen Kreisen der Hundeszene bezeichnet der sogenannte Bandog einen besonders großen Kampfhund. Dazu werden zum Beispiel American Pit Bull Terrier mit Molossern verpaart. Das Ergebnis ist ein großer, nicht ganz so massiger Hund, der aber noch sehr beweglich und agil ist.
- Im bayerischen Hundekatalog (Rasseliste) wird der Bandog folgendermaßen definiert:[11] Als Bandog (Kettenhund) werden im Allgemeinen Kreuzungen großrahmiger Hunde (Schulterhöhe über 45 cm, Gewicht über 30 kg) mit hoher Aggressivität bezeichnet. Es besteht kein einheitliches äußeres Erscheinungsbild, die Farbschläge variieren.
- In der Schweiz steht der Bandog im Kanton Zürich auf der Rasseliste; Haltung, Zucht und Import sind dort verboten.
- In Österreich steht der Bandog in zwei von drei listenführenden Bundesländern (Niederösterreich und Vorarlberg) auf der Rasseliste. Je nach Bundesland ist ein „Sachkundenachweis“ (Niederösterreich) oder eine Sondergenehmigung des Bürgermeisters (Vorarlberg) zur Haltung erforderlich.[12]